# Canadian Championship
Il Canadian Championship è un torneo calcistico annuale ad eliminazione diretta. Si tratta della coppa nazionale del Canada.
Il vincitore viene premiato con la Voyageurs Cup e si qualifica per la CONCACAF Champions Cup.

## Storia
Prima del 2008 la coppa nazionale era la Open Canada Cup, a cui potevano partecipare tutti i club del Canada. Il Canadian Championship invece è riservato ai soli club professionistici. La competizione nacque per venire incontro alle richieste della CONCACAF, che aveva riformato il proprio torneo continentale creando la CONCACAF Champions League. Dato che il Canada non aveva un proprio campionato professionistico, il Canadian Championship nacque per individuare la squadra canadese qualificata alla manifestazione continentale.
Il Canadian Championship ha assorbito anche la Voyageurs Cup, che non era un vero e proprio torneo ma un trofeo assegnato alla migliore squadra professionistica canadese: la Voyageurs Cup è oggi la coppa assegnata al vincitore del Canadian Championship.
Dal suo esordio fino all'edizione 2014 la competizione si è svolta nei mesi di aprile e maggio. Nell'edizione 2015 il torneo ha spostato il proprio periodo di svolgimento, terminando ad agosto, per consentire lo svolgimento dei mondiali femminili di calcio in Canada, e visto che la vincitrice non è stata individuata in tempo utile per partecipare alla Champions League 2015-2016, a tale edizione del massimo torneo continentale si è qualificata la squadra meglio piazzata al termine della stagione regolare della MLS 2014, mentre la vincitrice del Canadian Championship 2015 è slittata alla Champions League 2016-2017. A partire dall'edizione 2016 il torneo si disputa nei mesi di maggio e giugno, e una contemporanea riforma della Champions da parte della CONCACAF ha permesso di riallineare il calendario: alla Champions 2018 si sarebbe dovuta qualificare la vincitrice di uno spareggio fra i campioni canadesi del 2016 e del 2017, ma l'incontro non è stato necessario visto che il Toronto FC ha vinto entrambe le edizioni.
A partire dall'edizione 2017 ogni squadra deve schierare nella formazione almeno tre giocatori canadesi.
Il torneo è andato incontro a un progressivo allargamento, inserendo nel 2018 le vincitrici della League1 Ontario e della Première Ligue de Soccer du Québec, nel 2019 le partecipanti alla Canadian Premier League e nel 2023 la vincitrice della League1 British Columbia.

## Partecipazioni
Le partecipazioni alla competizione canadese sono aggiornate all'edizione 2025.
| Club                | Città       | Provincia           | N° Part. |
| ------------------- | ----------- | ------------------- | -------- |
| Atlético Ottawa     | Ottawa      | Ontario             | 5        |
| Blainville          | Blainville  | Québec              | 3        |
| Blue Devils         | Oakville    | Ontario             | 1        |
| Cavalry             | Calgary     | Alberta             | 6        |
| FC Edmonton         | Edmonton    | Alberta             | 10       |
| Forge               | Hamilton    | Ontario             | 7        |
| HFX Wanderers       | Halifax     | Nuova Scozia        | 6        |
| FC Laval            | Laval       | Québec              | 2        |
| Master's FA         | Scarborough | Ontario             | 1        |
| CF Montréal         | Montréal    | Québec              | 17       |
| Ottawa Fury         | Ottawa      | Ontario             | 6        |
| Pacific             | Victoria    | Columbia Britannica | 6        |
| Toronto FC          | Toronto     | Ontario             | 17       |
| TSS Rovers          | Burnaby     | Columbia Britannica | 3        |
| Valour              | Winnipeg    | Manitoba            | 6        |
| Vancouver FC        | Vancouver   | Columbia Britannica | 3        |
| Vancouver Whitecaps | Vancouver   | Columbia Britannica | 17       |
| Vaughan Azzurri     | Vaughan     | Ontario             | 2        |
| York Utd            | York        | Ontario             | 6        |
| Edmonton Scottish   | Edmonton    | Alberta             | 1        |
| Scrosoppi           | Milton      | Ontario             | 1        |

## Formula
La formula del torneo è cambiata diverse volte in ragione delle variazioni del numero di partecipanti. Fino al 2010 alla competizione partecipavano solo 3 squadre: Montréal Impact, Toronto FC e Vancouver Whitecaps. Queste si affrontavano in un girone all'italiana con partite di andata e ritorno.
Dal 2011, con l'ingresso dell'FC Edmonton, si è passati ad un sistema a eliminazione diretta con semifinali e finali. Dall'edizione 2014 è entrata una quinta squadra, l'Ottawa Fury, il torneo prevedeva quindi un turno preliminare fra le due squadre della NASL e quindi semifinali e finali.
Con la sospensione delle attività sportive dell'FC Edmonton e l'ammissione delle vincenti della League1 Ontario e della Première Ligue de Soccer du Québec, diventano sei le partecipanti alla competizione: dal 2018 viene introdotto quindi un ulteriore turno di qualificazione fra questi ultimi due club, la cui vincente incontra l'Ottawa Fury per stabilire chi si qualifica alle semifinali insieme alle squadre di MLS.
Nel 2019 si ha un'ulteriore espansione del torneo con l'arrivo delle squadre della Canadian Premier League: le tredici partecipanti totali si affrontano in tre turni preliminari, con la sola eccezione dei detentori che sono qualificati direttamente per le semifinali.

## Albo d'oro
| Edizione | Vincitore           | Secondo             |
| -------- | ------------------- | ------------------- |
| 2008     | Montréal Impact     | Toronto FC          |
| 2009     | Toronto FC          | Vancouver Whitecaps |
| 2010     | Toronto FC          | Vancouver Whitecaps |
| 2011     | Toronto FC          | Vancouver Whitecaps |
| 2012     | Toronto FC          | Vancouver Whitecaps |
| 2013     | Montréal Impact     | Vancouver Whitecaps |
| 2014     | Montréal Impact     | Toronto FC          |
| 2015     | Vancouver Whitecaps | Montréal Impact     |
| 2016     | Toronto FC          | Vancouver Whitecaps |
| 2017     | Toronto FC          | Montréal Impact     |
| 2018     | Toronto FC          | Vancouver Whitecaps |
| 2019     | Montréal Impact     | Toronto FC          |
| 2020     | Toronto FC          | Forge               |
| 2021     | CF Montréal         | Toronto FC          |
| 2022     | Vancouver Whitecaps | Toronto FC          |
| 2023     | Vancouver Whitecaps | CF Montréal         |
| 2024     | Vancouver Whitecaps | Toronto FC          |

### Vittorie per squadra
| Club                | Vittorie | Anni                                           |
| ------------------- | -------- | ---------------------------------------------- |
| Toronto FC          | 8        | 2009, 2010, 2011, 2012, 2016, 2017, 2018, 2020 |
| CF Montréal         | 5        | 2008, 2013, 2014, 2019, 2021                   |
| Vancouver Whitecaps | 4        | 2015, 2022, 2023, 2024                         |

### Premio come miglior giocatore
Ogni anno al termine della competizione viene assegnato anche il premio al miglior giocatore del torneo, denominato George Gross Memorial Trophy in ricordo di un celebre giornalista canadese appassionato di calcio.
| Edizione | Giocatore          | Squadra             |
| -------- | ------------------ | ------------------- |
| 2008     | Matt Jordan        | Montréal Impact     |
| 2009     | Dwayne De Rosario  | Toronto FC          |
| 2010     | Dwayne De Rosario  | Toronto FC          |
| 2011     | Joao Plata         | Toronto FC          |
| 2012     | Ryan Johnson       | Toronto FC          |
| 2013     | Justin Mapp        | Montréal Impact     |
| 2014     | Justin Mapp        | Montréal Impact     |
| 2015     | Russell Teibert    | Vancouver Whitecaps |
| 2016     | Benoît Cheyrou     | Toronto FC          |
| 2017     | Sebastian Giovinco | Toronto FC          |
| 2018     | Jonathan Osorio    | Toronto FC          |
| 2019     | Ignacio Piatti     | Montréal Impact     |
| 2021     | Sebastian Breza    | CF Montréal         |
| 2022     | Ryan Gauld         | Vancouver Whitecaps |
| 2023     | Julian Gressel     | Vancouver Whitecaps |
| 2024     | Isaac Boehmer      | Vancouver Whitecaps |